# Formueskat
Formueskat er – som navnet antyder – en skat på personligt ejede formuer, typisk over en vis bundgrænse. Danmark havde en formueskat fra 1903 til og med 1996. Blandt lande, der i dag har en formueskat, er Norge, Belgien, Schweiz og Spanien.
I de fleste lande beskattes afkastet af formuen, dvs. den kapitalindkomst, man typisk nyder som følge af at eje en formue, på forskellig vis. I Danmark sker det bl.a. i form af indkomstskat af renteindtægter, aktieindkomstskat og pensionsafkastskat.

## Formueskat i Danmark
Den almindelige formueskat blev indført i Danmark sammen med indkomstskatten med Statsskatteloven af 1903 og var i kraft indtil 1997, hvor den som følge af forliget om finansloven for 1996 blev helt afskaffet. Også tidligere var der dog ved forskellige lejligheder blevet udskrevet ekstraordinære formueskatter. Den første kendte er en formueskat på 5 pct. i 1542. I 1789 blev pålagt en éngangs-formueskat på ½ pct. på formuer over 4.000 rigsdaler courant.
Statsskatteloven i 1903 indebar en fuldstændig reorganisering af skattesystemet i Danmark, hvor indkomst- og formueskatter fremover blev en fast og central del af systemet. Oprindelig var den årlige skattesats på 0,06 % af skatteydernes formue uden noget bundfradrag. Først i 1927 blev der indført et bundfradrag på små formuer under 10.000 kr. I 1909 blev formueskatten ændret til en progressiv skat med forskellige satser afhængigt af formuens størrelse. Formueskatteprocenterne er siden blevet ændret adskillige gange på samme måde som satserne i det øvrige skattesystem. Fra 1980 var formueskatten 2,2 % for formuer over 1 mio. kr., dog med mulighed for forskellige lempelser i beregningen af skatten. I 1989 blev skatten nedsat til 1 %, og tærsklen for betaling af skatten blev fordoblet for ægtepar. Endelig blev skatten som led i et finanslovsforlig i efteråret 1995 nedsat til 0,7 % i 1996 (af beløb over 2,4 mio. kr.) og helt afskaffet året efter.

### Er ejendomsværdiskatten en formueskat?
Den danske ejendomsværdiskat er en løbende skat på værdien af ejerboliger. Friværdien i en ejerbolig er en del af boligejerens formue, som den bl.a. beregnes ved tildeling af kontanthjælp. Ejendomsværdiskatten omtales derfor sommetider som en formueskat. I sin vejledning om dobbeltbeskatningsaftaler omtaler Skatteforvaltningen således ejendomsværdiskatten som en "partiel" formueskat, og den er generelt omfattet af eventuelle bestemmelser om formuebeskatning i Danmarks dobbeltbeskatningsaftaler.
Fagøkonomer vurderer derimod normalt, at ejendomsværdiskatten reelt er at betragte som en (kapital-)indkomstskat, idet dens formål er at beskatte den forventede indkomst ved at eje sin bolig, selvom den umiddelbart er en beskatning af en formuekomponent. Indtil 2000 blev den forventede, såkaldt imputerede, indkomst, som en boligejer har i kraft af sparet husleje (lejeværdien af egen bolig), i det danske indkomstskattesystem beskattet direkte i form af en beregnet lejeværdi, som indgik i den beregnede indkomst på selvangivelsen. Fra 2000 blev denne lejeværdiberegning afløst af ejendomsværdiskatten. Danmarks Statistik opgør derfor også provenuet fra ejendomsværdiskatten som en del af de samlede danske indkomstskatter i stedet for som en formueskat.

## Formueskat i andre lande
Formuebeskatning har været brugt i mange lande i tidens løb. Ifølge den vestlige økonomiske samarbejdsorganisation OECD har formuebeskatning været på retur i en årrække, men har i de senere år igen været genstand for ny interesse. Mens 12 OECD-medlemslande havde en løbende formueskat i 2000, var det samme kun tilfældet for fire medlemmer i 2017. I 2019 havde Norge, Belgien, Spanien og Schweiz en formueskat. I Island afskaffede man den hidtidige permanente formueskat i 2006, men genindførte en midlertidig formueskat i perioden 2010-13 som led i at skaffe offentlige indtægter efter landets store tilbageslag i kølvandet på finanskrisen. Frankrig havde en formueskat, kaldt impôt de solidarité sur la fortune ("solidaritetsskat på formue") indtil 2017, hvor den blev afskaffet og erstattet af en skat på fast ejendom med virkning fra 1. januar 2018.
Årsagerne til, at formueskatten er blevet afskaffet i en række lande, er især betragtninger om beskatningens efficiensvirkninger samt opkrævningsproblemer, mens de senere års stigende interesse skyldes muligheder for at få et større skatteprovenu ad denne vej og at anvende formuebeskatningen til at adressere den økonomiske ulighed. Ifølge OECD er der ikke væsentlige argumenter for en selvstændig formueskat i lande, hvor der i forvejen er en bredt baseret beskatning af kapitalindkomst og en effektiv beskatning af arve- og gavebeskatning, mens en formueskat kan være et vigtigt instrument til at forfølge skattepolitiske mål i lande, hvor der ikke findes sådanne skatter, eller de kun spiller en beskeden rolle i skattesystemet.

## Formueskat sammenlignet med kapitalindkomstbeskatning
En formueskat har mange lighedspunkter med en kapitalindkomstskat. Forrenter man eksempelvis sin formue før skat med 5 pct., er skattebetalingen den samme, hvis man enten bliver pålagt en kapitalindkomstskat på 30 pct. af afkastet eller en formueskat på 1,5 pct. af formuen. Den væsentligste forskel på en kapitalindkomst- og en formueskat er derfor, at sidstnævnte kan siges at beskatte det forventede eller gennemsnitlige afkast, mens førstnævnte beskatter det faktiske afkast. I nogle lande, bl.a. Nederland, Sverige og New Zealand, beregner man ikke (dele af) den skattepligtige kapitalindkomst direkte ud fra årets indtjening, men som et forventet afkast af skatteyderens kapital eller nettoformue, sådan at kapitalindkomstbeskatningen de facto har karakter af en formueskat.
De økonomiske vismænd diskuterede i 2019 fordele og ulemper ved at anvende en formueskat som et alternativ til beskatning af formuens afkast, altså en kapitalindkomstskat. Et argument for at beskatte formuen i stedet for den realiserede indkomst er, at man dermed undgår den forskelsbehandling og de indlåsningseffekter, som skyldes, at kapitalgevinster i et indkomstskattesystem normalt først beskattes, når de realiseres. Samtidig vil en formuebeskatning kunne undgå nogle former for skattearbitrage ved at give kapitaltab og kapitalgevinster en mere ensartet skattemæssig behandling. Desuden vil en formueskat kunne fungere som en bagstopper i tilfælde, hvor selve det løbende afkast af kapitalen er unddraget beskatning, og den vil tilskynde formueejeren til at sikre et højt afkast, fordi det marginale merafkast er ubeskattet. I den modsatte retning tæller, at formueskatten kan opfattes som unfair, fordi den på forhånd forventede indtjening kan være meget forskellig fra den faktiske, både i negativ og positiv retning. Desuden forskyder en formueskat risikoen fra staten til den enkelte skatteyder, selvom staten kan tænkes at have bedre mulighed for at håndtere risiko end de enkelte private investorer. Betalingen af formueskatten kan desuden medføre likviditetsproblemer, selvom undersøgelser tyder på, at dette problem i praksis vil være begrænset.